# Wrong Turn (2021)
Wrong Turn is een Amerikaanse horrorfilm, geregisseerd door Mike P. Nelson. De film is een reboot op Wrong Turn uit 2003 en de zevende film in de Wrong Turn-serie.

## Verhaal
Een cross-county-wandelexpeditie brengt een groep vrienden in het gebied van een in zichzelf gekeerde samenleving. Al snel ontdekken de wandelaars dat er andere regels gelden in dit gebied. De plaatselijke bevolking leeft al honderden jaren in de bergen en heeft het niet zo op met vreemdelingen.

## Rolverdeling
| Acteur                  | Personage             |
| ----------------------- | --------------------- |
| Charlotte Vega          | Jennifer Jen Shaw     |
| Adain Bradley           | Darius Clemons        |
| Bill Sage               | Venable / Ram Skull   |
| Emma Dumont             | Milla D'Angelo        |
| Dylan McTee             | Adam Lucas            |
| Daisy Head              | Edith                 |
| Matthew Modine          | Scott Shaw            |
| Vardaan Arora           | Gary Amaan            |
| Adrian Favela           | Luis Ortiz            |
| Tim de Zarn             | Nate Roades           |
| Rhyan Elizabeth Hanavan | Ruthie                |
| Chaney Morrow           | Hobbs                 |
| Damian Maffei           | Morgan / Deer Skull   |
| Mark Mench              | Standard / Wolf Skull |
| David Hutchinson        | Cullen / Boar Skull   |
| Chris Hahn              | Samuel / Elk Skull    |
| Valerie Jane Parker     | Corrine               |
| Daniel R. Hill          | Reggie                |

## Productie
In oktober 2018 werd er een reboot van de Wrong Turn-filmserie aangekondigd. Mike P. Nelson werd als regisseur aangesteld en Alan B. McElroy schreef opnieuw het script. In mei 2019 werd Charlotte Vega als hoofdrolspeelster aangekondigd.
De opnames vonden plaats in Ohio van 9 september 2019 tot 2 november 2019.
Stephen Lukach componeerde de muziek en soundtrack voor de film. De soundtrack album van Wrong Turn werd door Konigskinder Music uitgebracht op 25 februari 2021.  Het nummer "This is Your Land" van zangeres Ruby Modine, dat te horen is tijdens de aftiteling, werd op 11 maart 2021 als single uitgebracht.

## Release
Wrong Turn zou oorspronkelijk in 2020 maar werd door de Coronapandemie naar 2021 uitgesteld. Op 16 december 2020 werd aangekondigd dat de film enkel op 26 januari 2021 in theaters zou debuteren.
Wrong Turn werd op 23 februari 2021 uitgebracht op Blu-ray, digital en dvd door Lionsgate. De film bracht een opbrengst van twee miljoen dollar op.

## Vervolg
Op 30 mei 2023 maakte Alan B. McElroy bekend dat er plannen zijn voor een vervolgfilm die een nieuwe Wrong Turn trilogie moet inluiden.